# Talk That Talk
Talk That Talk là album phòng thu thứ sáu của ca sĩ Rihanna, phát hành vào ngày 18 tháng 11 năm 2011 bởi hãng đĩa Def Jam. Album bao gồm các ca khúc thuộc thể loại nhạc pop, dance-pop, R&B, hip hop, electro house, electro, dancehall, và dubstep. Giúp đỡ cho việc sản xuất album là nhiều nhà sản xuất có tên tuổi như Alex da Kid, Mr. Bangladesh, Calvin Harris, Dr. Luke, Stargate và The-Dream. Album được thu âm trong khoảng từ tháng 2 đến tháng 11 năm 2001, khi Rihanna đang thực hiện Loud Tour, tour lưu diễn vòng quanh thế giới để quảng bá cho album phòng thu Loud.
Khi mới được phát hành, Talk That Talk đã nhận được nhiều ý kiến tích cực từ các nhà phê bình. Album ra mắt tại vị trí #3 trên bảng xếp hạng Billboard 200 của Mỹ, với doanh số 198,000 bản trong tuần đầu phát hành. Đến tháng 7 năm 2012, album đã bán được 964,087 bản ở Mỹ. Album cũng đã giành được vị trí quán quân tại Áo, New Zealand, Na Uy, Thụy Sĩ, và tại Anh, nơi mà album ra mắt tại vị trí quán quân trên bảng xếp hạng UK Albums Chart với 163,000 bản được tiêu thụ trong tuần đầu phát hành. Đến tháng 12 năm 2012, album đã được chứng nhận hai đĩa Bạch kim bởi British Phonographic Industry (BPI) với doanh số đạt mốc 600,000 bản.
Sáu đĩa đơn từ album đã được chính thức phát hành. Đĩa đơn đầu tiên, "We Found Love" hợp tác với Calvin Harris, phát hành vào ngày 22 tháng 9 năm 2011, nhanh chóng trở thành đĩa đơn quán quân thứ mười một tại Mỹ của Rihanna, dẫn đầu bảng xếp hạng Billboard Hot 100 trong mười tuần không liên tiếp, đồng thời ca khúc cũng dẫn đầu bảng xếp hạng của 26 quốc gia khác. "You da One" là đĩa đơn thứ hai từ album, tuy nhiên, đĩa đơn này chỉ đạt được thành công ở mức trung bình. "Talk That Talk" và bản remix của "Birthday Cake" đã được gửi đến các đài phát thanh của Mỹ, do đó trở thành đĩa đơn thứ ba và thứ tư của album. "Where Have You Been" là đĩa đơn quốc tế thứ ba và là đĩa đơn thứ năm ở Mỹ, ca khúc đã lọt vào Top 10 trên bảng xếp hạng của hơn hai mươi quốc gia. Đĩa đơn thứ sáu và cũng là đĩa đơn cuối cùng của album là phiên bản remix của ca khúc "Cockiness (Love It)", với phần rap của rapper A$AP Rocky được thêm vào ở đoạn đầu.

## Đĩa đơn

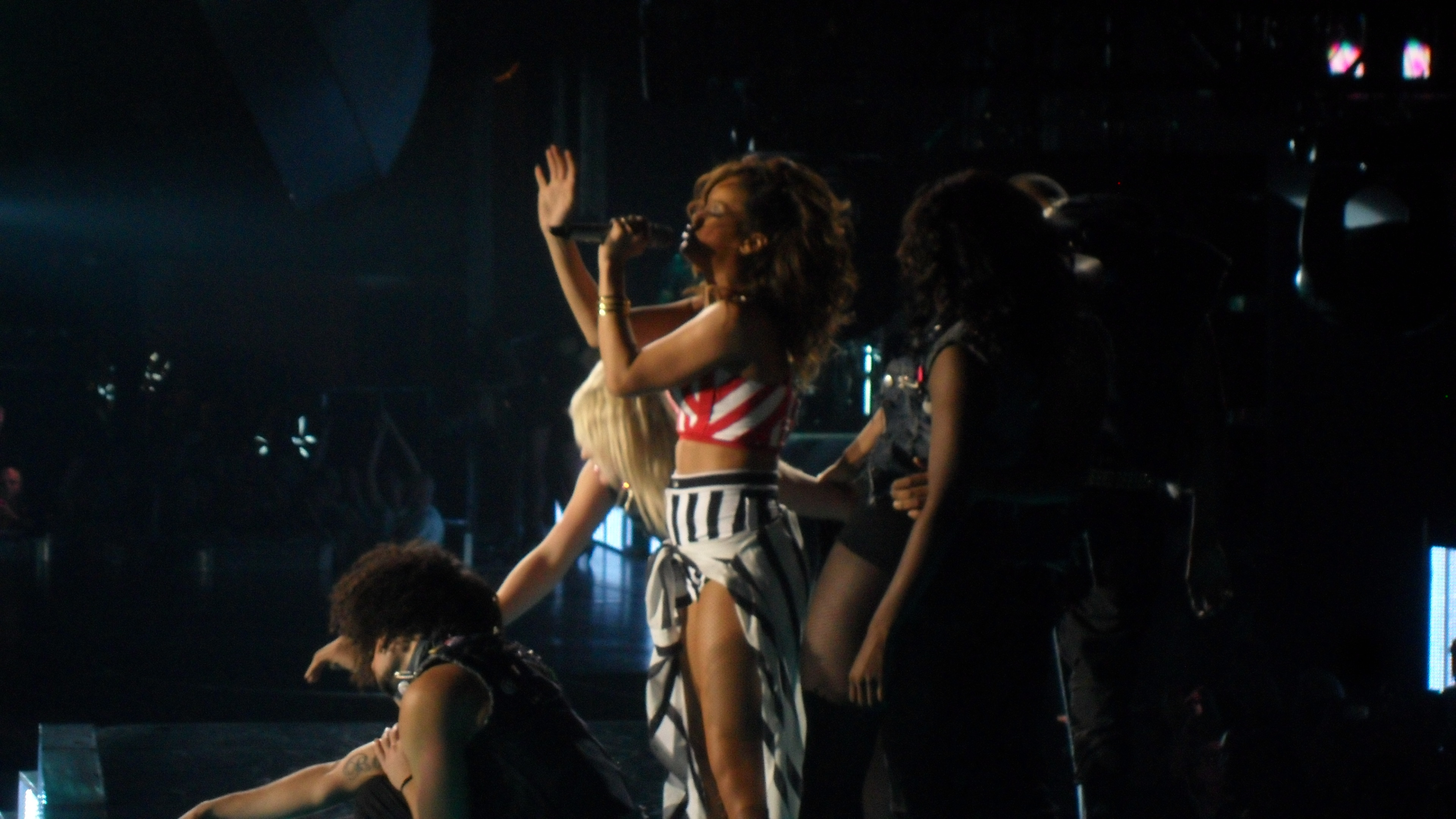
Rihanna biểu diễn "We Found Love" trong tour diễn Loud Tour vào thángngày 1 tháng 11 năm 2011.

"We Found Love", hợp tác với Calvin Harris, là đĩa đơn mở đầu cho album phòng thu này, được ra mắt vào ngày 22 thángngày 1 tháng 11 năm 2011 ở Anh và được phát hành kỹ thuật số vào cùng ngày. Ca khúc đã nhận được nhiều ý kiến trái chiều. Có nhiều người chỉ trích về nội dung của ca khúc, nhiều người lại ca ngợi việc sản xuất và biên soạn, đặc biệt là việc sản xuất của Harris cho ca khúc. Video âm nhạc cho ca khúc được đăng tải vào ngày 19 tháng 10 năm 2011, miêu tả Rihanna là một cô gái đang sa ngã nhanh chóng trong mối quan hệ của mình vì vấn đề bạo lực. "We Found Love" ra mắt tại vị trí #16 trên bảng xếp hạng Billboard Hot 100 của Mỹ, và sau đó đã nhanh chóng leo lên vị trí quán quân, giúp cho Rihanna trở thành nghệ sĩ đầu tiên trong lịch sử bảng xếp hạng Billboard Hot 100 có được hai mươi đĩa đơn lọt vào Top 10 trong thời gian ngắn nhất. Ca khúc ngoài ra cũng đành được ngôi vị quán quân trên bảng xếp hạng của Anh, Đan Mạch, Đức, Ireland, Na Uy, Pháp và Thụy Điển.
"You Da One" là đĩa đơn thứ hai từ album, ra mắt trên đài phát thanh vào ngày 11 tháng 11 và được phát hành kỹ thuật số vào ngày 14 thángngày 1 tháng 11 năm 2011. "You Da One" được gửi tới đài phát thanh mainstream của Mỹ vào ngày 29 thángngày 1 tháng 11 năm 2011. Đĩa đơn này chỉ đạt được thành công ở mức trung bình, với việc lọt vào Top 20 trên bảng xếp hạng Billboard Hot 100 của Mỹ ở vị trí #14, và theo đó là Top 20 trên bảng xếp hạng UK Singles Chart ở vị trí #16. "You Da One" đạt được vị trí quán quân trên bảng xếp hạng Hot Dance Club Songs của Mỹ, ngoài ra ca khúc còn lọt vào Top 20 trên bảng xếp hạng của mười một quốc gia khác.
Ca khúc chủ đề của album, "Talk That Talk", được Rihanna thông báo qua Twitter của mình là sẽ được chọn làm đĩa đơn chính thức thứ ba của album, sau một cuộc bầu chọn của người hâm mộ. Ca khúc, với đoạn rap mở đầu của Jay-Z, được gửi đến đài phát thanh đô thị của Mỹ vào ngày 17 tháng 1 năm 2012. Mặc dù là một đĩa đơn chính thức nhưng Rihanna lại không thực hiện video âm nhạc cho ca khúc này. "Talk That Talk" đạt được vị trí #31 trên bảng xếp hạng Billboard Hot 100 của Mỹ và vị trí #25 trên bảng xếp hạng UK Singles Chart của Anh. Vào ngày 20 tháng 2 năm 2012, bản remix với độ dài đầy đủ của đoạn nhạc "Birthday Cake" với sự góp giọng của người yêu cũ của Rihanna là Chris Brown đã được ra mắt, trùng khớp với ngày sinh nhật lần thứ 24 của cô. Ca khúc được gửi đến đài phát thanh vào ngày 6 tháng 3 năm 2012, đồng nghĩa với việc, "Birthday Cake (Remix)" đã chính thức trở thành đĩa đơn thứ tư của album. Bản remix này đã giành được vị trí quán quân trên bảng xếp hạng Hot R&B/Hip-Hop Songs của Mỹ, theo sau là vị trí #24 trên bảng xếp hạng Billboard Hot 100, dù cho ca khúc không được phát hành kỹ thuật số và không có video ca nhạc nào được phát hành cả.
"Where Have You Been" là đĩa đơn thứ năm ở Mỹ và cũng là đĩa đơn quốc tế thứ ba từ album, được gửi đến đài phát thanh Top 40/Mainstream của Mỹ vào ngày 8 tháng 5 năm 2012. Cùng với sự phát hành của video âm nhạc, ca khúc đã lọt vào bảng xếp hạng đĩa đơn của Mỹ, Billboard Hot 100, tại vị trí #5 và lọt vào Top 10 bảng xếp hạng Anh UK Singles Chart ở vị trí #6. Khi "Where Have You Been" lọt vào Top 10 của Billboard Hot 100, Rihanna trở thành ca sĩ duy nhất có số lượng đĩa đơn lọt vào Top 10 bảng xếp hạng này trong thời gian ngắn nhất là nhiều nhất, với 22 đĩa đơn trong vòng bảy năm, vượt qua cả Lil Wayne.
Đĩa đơn thứ sáu và cũng là đĩa đơn cuối cùng của album là phiên bản remix của ca khúc "Cockiness (Love It)", với phần rap của rapper A$AP Rocky được thêm vào ở đoạn đầu. Bản remix này được phát hành kỹ thuật số vào ngày 7 tháng 9 năm 2012.

## Danh sách bài hát
| STT              | Nhan đề                                     | Sáng tác | Sản xuất                        | Thời lượng |
| ---------------- | ------------------------------------------- | --- | ------------------------------- | ---------- |
| 1.               | "You da One"                                | Ester Dean, Lukasz Gottwald, Robyn Fenty John Hill, Henry Walter                                                      | Dr. Luke, Cirkut                | 3:18       |
| 2.               | "Where Have You Been"                       | Dean, Gottwald, Calvin Harris, Walter, Geoff Mack                                                                     | Dr. Luke, Cirkut, Calvin Harris | 4:02       |
| 3.               | "We Found Love" (hợp tác với Calvin Harris) | Harris | Calvin Harris                   | 3:35       |
| 4.               | "Talk That Talk" (hợp tác với Jay-Z)        | Dean, Mikkel S. Eriksen, Tor E. Hermansen, Shawn Carter, Anthony Best, Sean Combs, Carl Thompson, Christopher Wallace | Stargate                        | 3:30       |
| 5.               | "Cockiness (Love It)"                       | Candice Pillay, Dwayne "Dem Jointz" Abernathy, Shondrae Crawford, Fenty                                               | Mr. Bangladesh                  | 2:58       |
| 6.               | "Birthday Cake"                             | Terius Nash, Fenty, Marcos Palacios, Earnest Clark                                                                    | Da Internz, The-Dream           | 3:40       |
| 7.               | "We All Want Love"                          | Dean, Ernest Wilson, Steve Wyreman, Kevin Randolph, Gonzales                                                          | No I.D.                         | 3:57       |
| 8.               | "Drunk on Love"                             | Dean, Eriksen, Hermansen, Baria Qureshi, Romy Croft, Oliver Sim, Jamie Smith, Gonzales                                | Stargate                        | 3:31       |
| 9.               | "Roc Me Out"                                | Dean, Eriksen, Hermansen, Swire, McGrillen                                                                            | Stargate, Knife Party           | 3:29       |
| 10.              | "Watch n' Learn"                            | Priscilla Renea, Chauncey Hollis, Fenty, Alja Jackson                                                                 | Hit-Boy                         | 3:31       |
| 11.              | "Farewell"                                  | Dean, Alexander Grant, Gonzales                                                                                       | Alex da Kid                     | 4:16       |
| Tổng thời lượng: | Tổng thời lượng:                            | Tổng thời lượng: | Tổng thời lượng:                | 37:27      |

| Ca khúc tặng kèm phiên bản Đặc biệt | Ca khúc tặng kèm phiên bản Đặc biệt | Ca khúc tặng kèm phiên bản Đặc biệt | Ca khúc tặng kèm phiên bản Đặc biệt | Ca khúc tặng kèm phiên bản Đặc biệt |
| STT                                 | Nhan đề                             | Sáng tác                            | Sản xuất                            | Thời lượng                          |
| ----------------------------------- | ----------------------------------- | ----------------------------------- | ----------------------------------- | ----------------------------------- |
| 12.                                 | "Red Lipstick"                      | Terius Nash, Robyn Fenty            | Chase & Status                      | 3:37                                |
| 13.                                 | "Do Ya Thang"                       | Terius Nash, Robyn Fenty            | The-Dream                           | 3:43                                |
| 14.                                 | "Fool in Love"                      | Dean, Gottwald, Walter, Gonzales    | Dr. Luke, Cirkut, Ester Dean        | 4:15                                |
| Tổng thời lượng:                    | Tổng thời lượng:                    | Tổng thời lượng:                    | Tổng thời lượng:                    | 49:02                               |

| Ca khúc tặng kèm trên cửa hàng iTunes | Ca khúc tặng kèm trên cửa hàng iTunes                                    | Ca khúc tặng kèm trên cửa hàng iTunes | Ca khúc tặng kèm trên cửa hàng iTunes                       | Ca khúc tặng kèm trên cửa hàng iTunes |
| STT                                   | Nhan đề                                                                  | Sáng tác                              | Sản xuất                                                    | Thời lượng                            |
| ------------------------------------- | ------------------------------------------------------------------------ | ------------------------------------- | ----------------------------------------------------------- | ------------------------------------- |
| 15.                                   | "We Found Love" (hợp tác với Calvin Harris) (Calvin Harris Extended Mix) | Calvin Harris                         | Calvin Harris (remix và bổ sung sản xuất bởi Calvin Harris) | 5:45                                  |
| Tổng thời lượng:                      | Tổng thời lượng:                                                         | Tổng thời lượng:                      | Tổng thời lượng:                                            | 54:47                                 |

Thông tin ghi chú
- "Where Have You Been" chứa các yếu tố từ các thành phần của ca khúc "I've Been Everywhere" sáng tác bởi Geoff Mack.
- "Talk That Talk" có sử dụng một đoạn mẫu từ thu âm của The Notorious B.I.G., "I Got a Story to Tell" sáng tác bởi Anthony Best, Sean Combs, Carl Thompson và Christopher Wallace.
- "Cockiness (Love It)" có sử dụng một đoạn mẫu từ ca khúc "Summertime" của Greg Kinnear thu âm cho bộ phim năm 2003 Stuck On You, biểu diễn lần đầu tiên bởi Billy Stewart, sáng tác bởi DuBose Heyward.
- "Drunk on Love" có sử dụng một đoạn mẫu từ bản thu âm "Intro" của The xx, sáng tác bởi Baria Qureshi, Romy Madley Croft, Oliver Sim và Jamie Smith.
- "Red Lipstick" có sử dụng một số phần của "Wherever I May Roam" biểu diễn bởi Metallica, sáng tác bởi James Hetfield và Lars Ulrich, đồng thời có sử dụng một đoạn mẫu từ bản thu âm "Saxon" của Chase & Status, sáng tác bởi William Kennard và Saul Milton.

## Định dạng phát hành
Talk That Talk (Phiên bản Thường)
- 11 ca khúc thường, vỏ nhựa trong suốt

Talk That Talk (Phiên bản Đặc biệt)
- 11 ca khúc thường và 3 ca khúc tặng kèm
- Sách ảnh 16 trang
- Áp phích được gấp nhỏ
- 2 thẻ ảnh
- Thẻ mẫu nước hoa đặc biệt (cho gói Đặc biệt ở Mỹ)
- Bìa đĩa gập

Talk That Talk (Phiên bản iTunes)
- 11 ca khúc thường và 3 ca khúc tặng kèm
- We Found Love (Calvin Harris Extended Mix)
- Sách ảnh kỹ thuật số

## Bảng xếp hạng và chứng nhận doanh số
| Bảng xếp hạng (2011)            | Vị trí cao nhất |
| ------------------------------- | --------------- |
| Australian Albums Chart         | 5               |
| Australian Urban Albums Chart   | 1               |
| Austrian Albums Chart           | 1               |
| Belgian Albums Chart (Flanders) | 3               |
| Belgian Albums Chart (Wallonia) | 6               |
| Canadian Albums Chart           | 3               |
| Czech Republic Albums Chart     | 16              |
| Danish Albums Chart             | 10              |
| Dutch Albums Chart              | 6               |
| Finnish Albums Chart            | 16              |
| French Albums Chart             | 2               |
| German Albums Chart             | 3               |
| Greek Albums Chart              | 5               |
| Hungarian Albums Chart          | 18              |
| Irish Albums Chart              | 2               |
| Italian Albums Chart            | 10              |
| Japan Albums Chart              | 11              |
| Mexican Albums Chart            | 26              |
| New Zealand Albums Chart        | 1               |
| Norwegian Albums Chart          | 1               |
| Polish Albums Chart             | 2               |
| Portuguese Albums Chart         | 14              |
| Russian Albums Chart            | 3               |
| Scottish Albums Chart           | 1               |
| Spanish Albums Chart            | 6               |
| Swedish Albums Chart            | 26              |
| Swiss Albums Chart              | 1               |
| UK Albums Chart                 | 1               |
| UK R&B Albums Chart             | 1               |
| US Billboard 200                | 3               |
| US R&B/Hip Hop Albums           | 1               |

| Bảng xếp hạng (2012)     | Vị trí cao nhất |
| ------------------------ | --------------- |
| Australian Albums Chart  | 19              |
| Austrian Albums Chart    | 2               |
| French Albums Chart      | 15              |
| Netherlands Albums Chart | 22              |
| Swiss Albums Chart       | 5               |
| UK Albums Chart          | 1               |
| UK R&B Albums Chart      | 1               |
| US Billboard 200         | 5               |
| US R&B/Hip Hop Albums    | 2               |

| Quốc gia (Hiệp hội)      | Chứng nhận  |
| ------------------------ | ----------- |
| Úc (ARIA)                | Bạch kim    |
| Áo (IFPI)                | Vàng        |
| Bỉ (BEA)                 | Vàng        |
| Brazil (ABPD)            | Vàng        |
| Đan Mạch (IFPI)          | Vàng        |
| châu Âu (IFPI)           | Bạch kim    |
| Pháp (SNEP)              | Bạch kim    |
| Đức (BVMI)               | Vàng        |
| Hungary (MAHASZ)         | Vàng        |
| Ireland (IRMA)           | 3× Bạch kim |
| Ý (FIMI)                 | Vàng        |
| Nhật (RIAJ)              | Vàng        |
| New Zealand (RIANZ)      | Bạch kim    |
| Ba Lan (ZPAV)            | Bạch kim    |
| Tây Ban Nha (PROMUSICAE) | Vàng        |
| Thụy Điển (IFPI)         | Bạch kim    |
| Thụy Sĩ (IFPI)           | Bạch kim    |
| Anh (BPI)                | 3× Bạch kim |
| Mỹ (RIAA)                | Bạch kim    |

| Bảng xếp hạng (2011)        | Vị trí |
| --------------------------- | ------ |
| Danish Albums Chart         | 34     |
| France Albums Chart         | 32     |
| France Digital Albums Chart | 45     |
| German Albums Chart         | 44     |
| Hungarian Albums Chart      | 69     |
| Irish Albums Chart          | 8      |
| Netherlands Albums Chart    | 73     |
| Polish Albums Chart         | 43     |
| Swiss Albums Chart          | 36     |
| UK Albums Chart             | 10     |

| Bảng xếp hạng (2012)         | Vị trí |
| ---------------------------- | ------ |
| Australia ARIA Albums Chart  | 62     |
| Australia Urban Albums Chart | 5      |
| Canadian Albums Chart        | 14     |
| Japan Albums Chart           | 97     |
| Swiss Albums Chart           | 40     |
| UK Albums Chart              | 19     |
| US Billboard 200             | 8      |
| US Digital Albums Chart      | 18     |
| US R&B/Hip Hop Albums Chart  | 2      |

## Lịch sử phát hành
| Quốc gia   | Ngày                             | Định dạng           | Hãng đĩa        | Phiên bản        |
| ---------- | -------------------------------- | ------------------- | --------------- | ---------------- |
| Úc         | 18 thángngày 1 tháng 11 năm 2011 | CD, tải kỹ thuật số | Universal Music | Thường, Đặc biệt |
| Đức        | 18 thángngày 1 tháng 11 năm 2011 | CD, tải kỹ thuật số | Universal Music | Thường, Đặc biệt |
| Ireland    | 18 thángngày 1 tháng 11 năm 2011 | CD, tải kỹ thuật số | Universal Music | Thường           |
| Ba Lan     | 18 thángngày 1 tháng 11 năm 2011 | CD, tải kỹ thuật số | Universal Music | Thường, Đặc biệt |
| Canada     | 21 thángngày 1 tháng 11 năm 2011 | CD, tải kỹ thuật số | Universal Music | Thường, Đặc biệt |
| Pháp       | 21 thángngày 1 tháng 11 năm 2011 | CD, tải kỹ thuật số | Def Jam         | Thường, Đặc biệt |
| Ý          | 21 thángngày 1 tháng 11 năm 2011 | CD, tải kỹ thuật số | Def Jam         | Thường, Đặc biệt |
| Anh        | 21 thángngày 1 tháng 11 năm 2011 | CD, tải kỹ thuật số | Mercury         | Thường, Đặc biệt |
| Mỹ         | 21 thángngày 1 tháng 11 năm 2011 | CD, tải kỹ thuật số | Def Jam         | Thường, Đặc biệt |
| Nhật       | 23 thángngày 1 tháng 11 năm 2011 | CD, tải kỹ thuật số | Universal Music | Thường, Đặc biệt |
| Ấn Độ      | 23 thángngày 1 tháng 11 năm 2011 | CD, tải kỹ thuật số | Universal Music | Thường, Đặc biệt |
| Colombia   | 1 tháng 12 năm 2011              | CD, tải kỹ thuật số | Universal Music | Thường, Đặc biệt |
| Indonesia  | 2 tháng 12 năm 2011              | CD                  | Universal Music | Thường, Đặc biệt |
| Trung Quốc | 9 tháng 1 năm 2012               | CD, tải kỹ thuật số | Universal Music | Thường, Đặc biệt |